# جسی دوبای
جسی دوبای (به انگلیسی: Jessy Dubai)(زاده ۱۲ نوامبر ۱۹۸۹) بازیگر پورنوگرافی مکزیکی است.
او یک زن ترنس است.